# Empis brunnea
Empis brunnea är en tvåvingeart som beskrevs av Daniel William Coquillett 1903. Empis brunnea ingår i släktet Empis och familjen dansflugor.
Artens utbredningsområde är Kalifornien. Inga underarter finns listade i Catalogue of Life.